# Seven Days
Seven Days è una serie televisiva prodotta dalla UPN. Creata da Christopher e Zachary Crowe, è basata sulla possibilità di viaggiare nel tempo.

## Trama
La trama è incentrata su di una sezione segreta della National Security Agency (NSA) che è in possesso di uno strumento in grado di viaggiare nel tempo, macchina costruita grazie alla tecnologia aliena scoperta dopo l'incidente di Roswell.
La Cronosfera (questo è il nome di questa fantascientifica macchina) permette di ritornare indietro nel tempo solo di sette giorni. In questo modo è possibile prevenire disastri, attentati terroristici o qualsivoglia evento impedendo che esso accada o che si concluda con morte e distruzione.
A causa della limitata quantità di combustibile alieno, la macchina può essere usata solo in rari eventi di grande portata.
La squadra ha sede in una base super segreta nel deserto del Nevada chiamata Never, Never Land.

## Episodi
| Stagione         | Episodi | Prima TV originale | Prima TV Italia |
| ---------------- | ------- | ------------------ | --------------- |
| Prima stagione   | 21      | 1998-1999          | 2000-2001       |
| Seconda stagione | 23      | 1999-2000          | 2001-2003       |
| Terza stagione   | 22      | 2000-2001          | 2003            |

## Personaggi e interpreti
- Ten. Frank Bartholomew Parker (Jonathan LaPaglia) Ex membro della Marina e della CIA, è l'uomo incaricato di viaggiare nel tempo (crononauta). Divorziato. Il suo nome in codice in missione è "Enigma". Tecnicamente è un agente NSA ma non può lasciare la base se non quando è in missione. Occasionalmente beve troppo e ha un problema con il gioco d'azzardo.
- Dr.ssa Olga Vukavitch (Justina Vail) Scienziata russa che prese parte alla versione sovietica dell'esperimento. Innamorata di Frank, ma rifiuta le sue avances. È nata il 17-10-1969 a Mosca, come riscontrabile nell'episodio 20 della seconda stagione (Streghe).
- Cap. Craig Donovan (Don Franklin) consigliere militare del progetto, crononauta di riserva, è l'amico di Frank.
- Dr. John Ballard (Sam Whipple) (Stagioni 1 e 2): genio di turno, è uno dei più importanti scienziati che si occupano del progetto. Nella seconda serie vince un'isola tropicale giocando a poker ed abbandona il progetto, non presente nella terza serie.
- Nathan Ramsey (Nick Searcy) capo della sicurezza, si è sempre opposto a Frank come crononauta.
- Dr. Isaac Mentnor (Norman Lloyd) scienziato del progetto con un oscuro passato.
- Dr. Bradley Talmadge (Alan Scarfe) capo del progetto.
- Andrew 'Hooter' Owsley (Kevin Christy) (terza stagione): giovane fisico, sostituisce Ballard dopo il suo abbandono.

## Produzione
Sono state prodotte tre stagioni di Seven Days.
La prima stagione è stata filmata in California, mentre la seconda e la terza in Columbia Britannica.
Nel 2001 la serie è stata interrotta nonostante il discreto successo a causa di attriti all'interno del cast.

## Distribuzione
Tutti gli episodi sono stati trasmessi negli USA, mentre la serie ha avuto poca diffusione nel resto del mondo. Nel Regno Unito è stata trasmessa sola metà della prima stagione, ma successivamente le tre le stagioni sono state messe in onda su Bravo e BBC Two. Tutte e tre le stagioni sono state trasmesse in Canada, Australia, India, Nuova Zelanda, Germania, Norvegia, Svezia, Romania e Italia. In Italia, la serie si è rivelata abbastanza popolare, anche grazie alla trasmissione in prima serata su Rai 2. La serie è stata poi ritrasmessa dall'emittente televisiva satellitare della piattaforma Sky, AXN.

## Accoglienza
La serie è stata oggetto di critiche da parte di alcune associazioni umanitarie che si occupano del dramma ceceno. In un episodio Frank Parker si esprime, controbattendo al "cattivo di turno", con la frase: Questo è insito in voi, nella vostra natura. Perché voi ceceni siete un popolo di banditi e prostitute. Anche perché fatta pronunciare dal protagonista (il "buono") della serie, la frase è stata duramente esecrata per il contenuto palesemente razzista ed il tono sprezzante verso la popolazione cecena.